# Kallukote, Sira
Kallukote là một làng thuộc tehsil Sira, huyện Tumkur, bang Karnataka, Ấn Độ.